# Derbystoet
Derbystoet är en årlig svensk travtävling på Jägersro i Malmö. Finalen av Derbystoet körs första söndagen i september varje år i samband med Svenskt Travderby. Det är ett Grupp 1-lopp, det vill säga ett lopp av högsta internationella klass. Fyraåriga, svenskfödda varmblodiga travhästar (ston) kan delta. Kvalet till finalen görs cirka en vecka före via försöksheat, där de tolv travare som kommer på första- respektive andraplats i varje heat går vidare till finalen. Distansen är 2 140 meter med autostart.

## Vinnare
| År   | Häst             | Kusk               | Tränare            | Odds  | Tid    | Tvåa              | Trea               |
| ---- | ---------------- | ------------------ | ------------------ | ----- | ------ | ----------------- | ------------------ |
| 2024 | Daim Brodda      | Eirik Höitomt      | Thor Borg          | 2.74  | 1.11,9 | Dial Square       | Knickers Sisu      |
| 2023 | Global Dancer    | Carl Johan Jepson  | Fredrik Wallin     | 27.01 | 1.12,1 | Jennifer Sisu     | Mellby Korall      |
| 2022 | Lara Boko        | Mika Forss         | Timo Nurmos        | 1.98  | 1.12,0 | Senorita Tokio    | Glorius Rain       |
| 2021 | Honey Mearas     | Örjan Kihlström    | Daniel Redén       | 3.88  | 1.11,5 | Global Brilliance | Sayonara           |
| 2020 | Diana Zet        | Örjan Kihlström    | Daniel Redén       | 1.84  | 1.12,7 | Milady Grace      | Alaska Kronos      |
| 2019 | Racing Brodda    | Rikard N. Skoglund | Mattias Djuse      | 6.93  | 1.12,0 | Conrads Rödluva   | Miss Sober         |
| 2018 | Run Chica Run    | Peter Untersteiner | Peter Untersteiner | 5.91  | 1.12,0 | Europhile Am      | Mellby Free        |
| 2017 | Cash Crowe       | Johnny Takter      | Petri Puro         | 1.47  | 1.11,6 | Mulligan          | Unique Juni        |
| 2016 | Ortobanda        | Peter Untersteiner | Peter Untersteiner | 5.45  | 1.12,9 | Kryssa Futura     | Tunika             |
| 2015 | Evin Boko        | Jorma Kontio       | Timo Nurmos        | 4.13  | 1.13,1 | Diamond River     | Evelina Palema     |
| 2014 | Neona Princess   | Peter Untersteiner | Peter Untersteiner | 3.17  | 1.13,1 | D'One             | Darling Boko       |
| 2013 | Fascination      | Johnny Takter      | Lars I Nilsson     | 3.57  | 1.13,7 | Rica Neo          | Your Highness      |
| 2012 | Red Red Red      | Fredrik Persson    | Fredrik Persson    | 12.95 | 1.12,2 | Drillbit Ås       | Famous Dream       |
| 2011 | Nettan Palema    | Åke Svanstedt      | Åke Svanstedt      | 1.54  | 1.13,4 | Cruise Speed      | Domino Sund        |
| 2010 | Viola Silas      | Fredrik Persson    | Fredrik Persson    | 1.42  | 1.12,7 | Stepping Space    | Pebbly             |
| 2009 | Calamara Donna   | Örjan Kihlström    | Roger Walmann      | 1.89  | 1.13,7 | Västerbo Prepare  | Caddie Dream       |
| 2008 | Bobtail          | Erik Adielsson     | Stig H. Johansson  | 1.37  | 1.13,4 | Ambroisie         | Victoria Sisu      |
| 2007 | Star Girl        | Åke Svanstedt      | Åke Svanstedt      | 7.16  | 1.14,4 | Butterfly Player  | Tigger             |
| 2006 | Patricia du Ling | Jorma Kontio       | Timo Nurmos        | 73.05 | 1.14,9 | Joy Ås            | Electra Skift      |
| 2005 | Fama Currit      | Peter Ingves       | Petri Puro         | 1.64  | 1.14,1 | Spoon Hornline    | Toamasina          |
| 2004 | Minnesota        | Åke Svanstedt      | Åke Svanstedt      | 3.11  | 1.14,1 | Camilla Highness  | Kings Any          |
| 2003 | Je t'Aime Dream  | Jorma Kontio       | Stig H. Johansson  | 3.10  | 1.14,5 | Countess Tomali   | Global Express     |
| 2002 | Eli Sea          | Rauno Pöllönen     | Lennart Mossberg   | 2.76  | 1.14,3 | Kiss Me Again     | Marit Palema       |
| 2001 | Yatzy Brodda     | Jorma Kontio       | Stefan Melander    | 2.25  | 1.14,3 | Candelia          | All American Chill |
| 2000 | Miss Pilaar      | Erik Adielsson     | Stig H. Johansson  | 3.12  | 1.15,0 | Dame East         | Monique Marib      |
| 1999 | Pine Princess    | Örjan Kihlström    | Nils Sylvén        | 1.71  | 1.15,2 | Princess V.       | Alvena Elise       |
| 1998 | Mack Action Ås   | Olle Goop          | Olle Goop          | 1.45  | 1.14,6 | Eola Vick         | Denitron           |
| 1997 | Blue Bahia       | Bo Eklöf           | Roine Andersson    | 6.06  | 1.15,6 | Carolinas Mystic  | Indra Sherona      |
| 1996 | Princip Ås       | Lennart Forsgren   | Atle Hamre         | 10.79 | 1.16,1 | Sissela Ås        | Chardonnay Pride   |
| 1995 | Balcony I.T.     | Stig H. Johansson  | Stig H. Johansson  | 1.70  | 1.16,1 | Itaka Sund        | Avita Safir        |
| 1994 | Handbag          | Örjan Kihlström    | Roger Walmann      | 1.49  | 1.15,5 | Hanna Hebre       | Wilma Vint         |
| 1993 | Nilema Pearl     | Johnny Takter      | Hans Adielsson     | 2.66  | 1.15,3 | Baroness Karsk    | Nilema Lindy       |
| 1992 | Note Broline     | Stig H. Johansson  | Stig H. Johansson  | 1.30  | 1.15,7 | Angle of Harlem   | Charlotta Gelj     |
| 1991 | Charm Patricia   | Stefan Erlandsson  | Rainer Ström       | 5.26  | 1.15,7 | Quick Laday       | Joyful Secret      |